# Angolmois: Genkō Kassen-ki
Angolmois: Genkō Kassen-ki (japanisch アンゴルモア 元寇合戦記) ist eine Manga-Serie von Nanahiko Takagi, die von 2013 bis 2018 in Japan erschienen ist. 2018 erschien eine Anime-Adaption von Studio NAZ.
Der Begriff „Angolmois“ stammt aus den Prophezeiungen von Nostradamus über die Regierungszeit des großen Königs von Angolmois, der als Anagramm des altfranzösischen Wortes Mongolais (Mongolen) interpretiert wird und sich somit auf Dschingis Khan bezieht.

## Inhalt
Die Geschichte folgt einer Gruppe von Gefangenen, die nach Tsushima verbannt wurden, um eine erste Verteidigungslinie gegen die erste mongolische Invasion Japans im Jahr 1274 zu bilden. Sie schließen sich zuerst dem Sō-Clan an, der sich dann dem Toi Barai-Clan anschließt, um gegen die bestehenden Invasoren zu kämpfen – hauptsächlich mongolische und Goryeo-Truppen, aber auch von Jurchen.

## Manga
Die Mangaserie wurde ab 2013 im Magazin Samurai Ace veröffentlicht. Von 2014 bis 2018 wurde die Serie dann im Magazin ComicWalker weitergeführt. Die Kapitel wurden von Kadokawa Shoten in 10 Sammelbänden veröffentlicht.

## Animeserie
Kadokawa kündigte die Anime-Adaption am 1. Juli 2017 an ihrem Anime-Expo-Stand an. Sie entstand beim Studio NAZ unter der Regie von Takayuki Kuriyama. Die 25 Minuten langen Folgen wurden am 11. Juli 2018 von Tokyo MX in Japan ausgestrahlt. Die Plattform Crunchyroll veröffentlicht die Serie international per Streaming, unter anderem mit deutschen und englischen Untertiteln.

### Synchronisation
| Rolle            | japanischer Sprecher (Seiyū) |
| ---------------- | ---------------------------- |
| Kuchii Jinzaburo | Yuki Ono                     |
| Teruhi           | Lynn                         |
| Hindun           | Show Hayami                  |
| Kim Bang-gyeong  | Takahasi Matsuyama           |
| Onitakemaru      | Rikiya Koyama                |
| Zhāng Míngfú     | Shiro Saito                  |

### Musik
Die Musik der Serie komponierten Shuji Katayama. Das Vorspannlied ist Bravor von Straightener und der Abspann ist unterlegt mit Upside Down von SHE'S.